# Nago-dera
Le Nago-dera (那古寺) est un temple bouddhiste situé dans la ville de  Tateyama au sud de la préfecture de Chiba au Japon. Il est également appelé « Nago-ji » en usant de la prononciation alternative du denier kanji de son nom, ou encore « Nago Kannon » (古寺観音), d'après son objet principal de vénération.

## Emplacement
Le Nago-dera, situé sur le flanc du mont Nago à la pointe sud de la péninsule de Bōsō, est entouré par la forêt. La zone autour du temple comprend d'importants peuplement de sudajii castanopsis, d'espèce tabunoki machilus de laurier, l'espèce yabunikkei de cinnamomum, camélia et de l'espèce himeyuzuri de daphniphyllaceae.

## Histoire
Selon la légende du temple contenue dans le texte du Nago-dera engi, le Nago-dera est fondé par le saint ascète errant Gyōki autour de 717 afin de prier pour le rétablissement de l'impératrice Genshō qui est souffrante. Aucun document historique n'existe cependant à l'appui de cette légende et l'histoire du temple est donc incertaine. La majeure partie du temple est détruite par un incendie en 1703, et ses plus anciennes structures existantes sont le hon-dō (本堂) (bâtiment principal) (1732) et le tahōtō (多宝塔) (pagode) (1761), tous deux enregistrés comme bien culturel important de la préfecture de Chiba.
Le Nago-dera sert de lieu de culte à de nombreux samouraï et clans à partir de Minamoto Yoritomo (1147 - 1199), Ashikaga Takauji (1305 - 1358), Yoshizane Satomi (1412 - 1488) et des membres du clan Tokugawa.
Le temple appartient à présent à la secte Shingon-shū Chizan-ha du Bouddhisme japonais. Son gohonzon (principal objet de vénération) est une statue de bronze de Senju Kannon Bosatsu (千手観世音菩薩, Senju Kanseion Bosatsu) qui date de l'époque de Kamakura. Cette statue est désignée bien culturel important.

## Ordre dans le pèlerinage bouddhiste
Le Nago-dera est le 33e et dernier temple du Bandō Sanjūsankasho, route de pèlerinage  de 33 temples bouddhistes de la région de Kantō à l'est du Japon, consacrés à la bodhisattva Kannon.